# Diana Stein

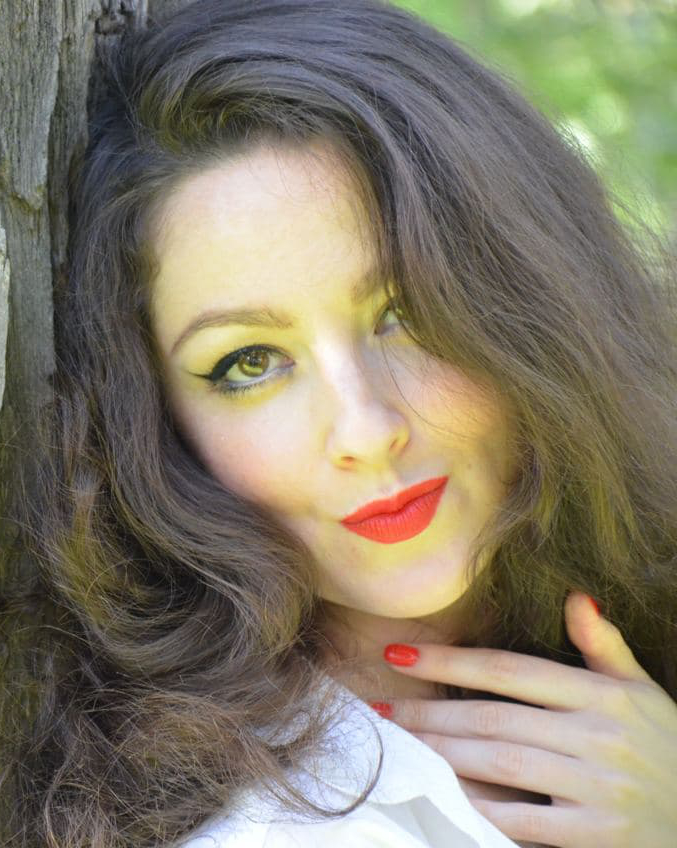
Diana Stein (2021)

Diana Stein (auch bekannt als Diana Aishe) ist eine Theaterregisseurin, Dramatikerin, Bühnenbildnerin, Texterin und Performerin. In ihren Projekten verbindet sie Regie, Bühnenbild und Schreiben. Im Laufe der Jahre hat Stein zum experimentellen Theater und zu nationalen Inszenierungen an Institutionen wie dem Nationalen Akademischen Dramatheater Iwan Franko, dem Nationalen Ukrainischen Musik- und Dramatheater Taras Schewtschenko in Dnipro und dem Nationalen Zentrum für Theaterkunst Les Kurbas beigetragen. Neben ihrer Arbeit im Theater entwickelt Stein das Projekt Duskhaus in Deutschland.

## Frühes Leben und Ausbildung
Diana Stein wuchs in der Ukraine auf, wo sie ihr erstes Interesse an darstellender Kunst entwickelte. Während ihrer Jugend verbrachte sie ein Jahr zum Studium in den Vereinigten Staaten.
Stein erwarb 2009 einen Bachelor-Abschluss in Psychologie und Englischer Sprache und Literatur sowie 2010 einen Master-Abschluss in Psychologie an der Oles-Honchar-Nationaluniversität Dnipro. Zudem absolvierte sie einen Schauspielkurs am Virymo-Theater. Später studierte sie Theaterregie an der Kyiver Nationalen I. K. Karpenko-Kary-Universität für Theater, Kino und Fernsehen, wo sie 2014 ihren Bachelorabschluss und 2015 ihren Masterabschluss erhielt.
Während dieser Zeit gründete sie das Aparté Theatre und inszenierte experimentelle Produktionen. Sie beteiligte sich außerdem an visuellen Kunstprojekten, organisierte spezialisierte Kunstevents und arbeitete mit ukrainischen Künstlern, Designern und Fotografen zusammen. Ihre Beiträge umfassten Auftritte in künstlerischen Projekten und kommerziellen Fotoshootings ukrainischer visueller Künstler und Fotografen.

## Karriere
Die Arbeit von Diana Stein umfasst Regie, Dramatik, Liedtextkomposition, Musikproduktion, Darbietung und literarische Übersetzungen, was ihren interdisziplinären Ansatz widerspiegelt. Ihre Projekte beinhalten unabhängiges experimentelles Theater, nationale Theaterproduktionen und internationale Kooperationen. Sie gründete und leitete das Aparté Theatre, wo sie Dramentexte und Adaptionen von literarischen Klassikern schuf und über zehn experimentelle Produktionen inszenierte, darunter Hallo, hier spricht Max (nach Hanoch Levin), Spiel (Samuel Beckett), Der Liebhaber (Harold Pinter) und Die experimentelle Welt (nach Kurzgeschichten von Pär Lagerkvist). Ihre Arbeit in dieser Zeit wurde für ihre experimentelle Inszenierung und konzeptionelle Innovation anerkannt.
Später erweiterte Stein ihre Arbeit auf das Staatstheater und trat dem Ensemble des Nationalen Akademischen Dramatheaters Iwan Franko bei. Dort arbeitete sie an Produktionen wie Alle meine Söhne (Arthur Miller), Alices Reise in die Schweiz (Lukas Bärfuss) und Sanation (Václav Havel), in denen sie als stellvertretende Regisseurin tätig war. Gleichzeitig arbeitete sie als Regisseurin an unabhängigen Projekten wie pOST bLOCK, einer ortsspezifischen Multimedia-Performance, die im Museum der geistigen Schätze der Ukraine gezeigt wurde und Themen der urbanen Identität untersuchte.
Bemerkenswerterweise inszenierte Stein zwei Versionen von Keine Bilder erwartet (nach Daniil Charms’ Die Alte): Die erste wurde 2013 im Iwan-Koslowksy-Kunstzentrum der Nationaloperette der Ukraine uraufgeführt, die zweite 2015 im Les-Kurbas-Nationalzentrum für Theaterkunst. Beide Produktionen erhielten viel Anerkennung für ihre innovative Interpretation des absurden Theaters.
Am Taras-Schewtschenko-Dnipro-Nationalen-Akademischen Ukrainischen Musik- und Dramatheater inszenierte sie Kleine Eheverbrechen von Éric-Emmanuel Schmitt (2014) und Hedda Gabler von Henrik Ibsen (2015). Kleine eheliche Verbrechen brachte ihr den Preis für das beste Debüt beim Sicheslavna-Theaterfestival 2014 ein. Beide Produktionen erhielten positive Kritiken, wobei die Kritiker die packende Regie und emotionale Tiefe hervorhoben.
Am Nationalen Akademischen Dramatheater Iwan Franko inszenierte sie das Musiktheaterstück Gelsomino im Land der Lügner (2016–2018), für das sie die Bühnenadaption und die Liedtexte für die Originalsongs schrieb. Stein gründete auch das Actor’s Multilingual Performance Lab am Nationalen Akademischen Dramatheater Iwan Franko, ein Forschungsprojekt, das die Verbindung zwischen sprachlicher Anpassungsfähigkeit und expressiver Tiefe in der darstellenden Kunst untersuchte. Das Programm bildete die Grundlage für die Entwicklung der englischsprachigen Produktion Farewell Cabaret (2020–2021), bei der Stein als Theaterregisseurin, Dramatikerin, Liedtexterin und Performerin mitwirkte. In diesem Werk integrierte sie theatrale Erzählweise mit Musik und experimentierte mit neuen Ansätzen für Schauspielausbildung und mehrsprachiges Geschichtenerzählen.
Ihre Produktionen, einschließlich Keine Bilder erwartet, wurden bei kulturellen Veranstaltungen wie dem multidisziplinären internationalen Festival GOGOLFEST präsentiert und erhielten Anerkennung, darunter eine Nominierung für den Kiewer Pektorals-Theaterpreis.
2022–2023 trug Stein auch zur Leitung des Tel Aviv International Theatre Festival (TAITF) bei und gestaltete dessen künstlerische Programmgestaltung.
Derzeit in Deutschland ansässig, erweitert Stein weiterhin ihr künstlerisches Portfolio. Ihre Erfahrungen mit nationalen Theatern, führenden europäischen Kulturorganisationen und Kooperationen mit internationalen Künstlern haben ihre interdisziplinäre Praxis geprägt. Derzeit entwickelt Stein das Projekt Duskhaus in Deutschland.

## Engagement, Internationale Zusammenarbeit und Bildungsprojekte
Stein engagiert sich aktiv für die Unterstützung unabhängiger Theater- und Kulturinitiativen, arbeitet mit Organisationen wie der European Theatre Convention (ETC), dem International Network for Contemporary Performing Arts (IETM) und der East European Performing Arts Platform (EEPAP) zusammen. Sie spielte eine Schlüsselrolle bei der Gründung der ersten Online-Theaterplattform der Ukraine, die Ressourcen für unabhängige Künstler und Theaterinstitutionen bereitstellt, und nahm an Diskussionen beim IETM Satellite Meeting in Kiew teil, um die Verbindungen zwischen ukrainischen und internationalen Theaterfachleuten zu stärken. Ihre Arbeit mit der Arbeitsgruppe für Unabhängige Theater und die anschließenden Roundtable-Diskussionen, die vom Nationalen Theaterverband der Ukraine (NUTWU) organisiert wurden, konzentrierten sich darauf, systemische Herausforderungen im Theatersektor anzugehen.
International hat Stein mit Institutionen zusammengearbeitet, die den interkulturellen Austausch fördern, wie dem Goethe-Institut, und an IETM-Plenarversammlungen und ETC-Konferenzen teilgenommen. Sie war in die Theaterproduktion am Schauspielhaus Graz involviert, wo sie an Cactus Land (basierend auf dem Roman von Anthony Loyd) und Benefiz (von Ingrid Lausund) mitarbeitete, und am Context Theatre in Israel, wo sie an Der Knopf von Yosef Bar-Yosef mitwirkte.
Stein hat auch theatrale Praktiken in den Bildungsprozess integriert, indem sie Initiativen wie Fremdsprache durch Drama und Seminare zur Theaterpädagogik leitete, bei denen Theater als Lernwerkzeug genutzt wurde. Zusätzlich unterrichtete sie andere Bildungsprogramme im Aparté Theatre Studio und war Referentin am JCD ETRC (Kiew), das vom US-amerikanischen Außenministerium unterstützt wird. Im Aparté Theatre Studio führte sie den Kurs Zeitgenössische Interpretationen literarischer Klassiker, im Rahmen dessen sie Diskussionen leitete und neue Ansätze zu klassischen Texten vorstellte.

## Ausgewählte Inszenierte Bühnenwerke
- Papierstraße (adaptiert von Diana Stein aus M. Tias), 2007.[60]
- Puppenspiel (Diana Stein), 2008.
- Hallo, hier spricht Max (adaptiert von Diana Stein aus Hanoch Levin), 2008.[61]
- Spiel (Samuel Beckett), 2008.
- Anomia (Diana Stein), 2009.
- Musik der Frühling-Performance (Diana Stein), 2009.[62]
- Die Hexenbrote (adaptiert von Diana Stein aus O. Henry), 2010.
- Philip Glass kauft ein Brot (David Ives), 2010.
- Die experimentelle Welt (adaptiert von Diana Stein aus Pär Lagerkvist), 2010.
- Der Sieg (Diana Stein), 2011.
- Das äußere Leben (Diana Stein), 2011.
- Der Liebhaber (Harold Pinter), 2012.
- Keine Bilder erwartet (adaptiert von Diana Stein aus Daniil Charms’ Die Alte), 2013.[63]
- pOST bLOCK (Diana Stein), 2014.
- Kleine Eheverbrechen (Éric-Emmanuel Schmitt), 2014.[64]
- Keine Bilder erwartet (adaptiert von Diana Stein aus Daniil Charms’ Die Alte), 2015.
- Hedda Gabler (Henrik Ibsen), 2015.
- Sprich mit mir wie der Regen und lass mich hören (Tennessee Williams), 2016.[12]
- Gelsomino im Land der Lügner (adaptiert von Gianni Rodari, Liedtexte und Stück von Diana Stein), 2016–2018.[18][65]
- Farewell Cabaret (Diana Stein), 2020–2021.

## Übersetzungen
- Ein Sommernachtstraum von William Shakespeare

- Ausgewählte Sonette von William Shakespeare

- Benjamin Franklin: Eine amerikanische Lebensgeschichte von Walter Isaacson, übersetzt von Diana Stein und Vladimir Kuzin (2013, ISBN 978-5-91657-672-6)[66][67]

- Swim Smooth: Das vollständige Coaching-System für Schwimmer und Triathleten von Paul Newsome und Adam Young, 2013 (ISBN 978-5-91657-653-5)[68][69]